# Super Sucker
Super Sucker - Aspire seu Mau Humor é um filme independente de 2003, que foi dirigido, escrito e estrelado por Jeff Daniels e produzido pela Purple Rose Theatre Company, companhia teatral de Daniels. Filmado em Jackson, Michigan. O filme ganhou o prêmio de melhor longa-metragem do "US Comedy Arts Festival" de 2002, mas nunca obteve distribuição nacional.

## Sinopse
Os vendedores de aspiradores de pó rivais, Fred Barlow (Jeff Daniels) e Winslow Schnaebelt (Harve Presnell), disputam por território e sobrevivência numa competição em que o vencedor "leva tudo". Mas quando o eterno “perdedor” Fred Barlow reinventa o uso de uma peça antiga, ele e sua equipe incompetente viram o jogo e determinam o uso “não convencional” desta peça. O resultado não só muda suas vidas mas também como o da indústria de limpeza domiciliar para sempre.

## Elenco
- Fred Barlow – Jeff Daniels
- Howard Butterworth – Matt Letscher
- Winslow Schnaebelt – Harve Presnell
- Bunny Barlow – Michelle Mountain
- Darlene – Kate Peckham
- Dawn Wells – ele mesmo
- Jill – Suzi Regan
- Rhonda – Sandra Birch